# Casa de Borgoña (Castilla)
La Casa de Borgoña fue una dinastía cuyos titulares reinaron en los reinos de Castilla y de León, desde 1126 hasta 1369. Fue una rama colateral de la Casa de Ivrea que gobernaba en el condado de Borgoña.
En cualquier caso, no hay que confundirla con la otra Casa de Borgoña, una rama secundaria de los Capetos, cuyos miembros fueron soberanos del Ducado de Borgoña y del Reino de Portugal.

## Historia
Tuvo su origen en el matrimonio de la infanta Urraca —hija de Alfonso VI de León y de Constanza de Borgoña— con Raimundo de Borgoña, al cual se le encomendó el gobierno del condado de Galicia en 1093, que fue reducido al norte del río Miño en 1096.
Raimundo era hijo del conde Guillermo I de Borgoña y cuya madre, de filiación no documentada, era Estefanía de Borgoña. El matrimonio de Raimundo con Urraca engendró al futuro Alfonso VII "el Emperador" (o bien Alfonso Raimúndez), rey de León. 
No se debe confundir la casa de Borgoña castellana con la casa de Borgoña portuguesa, la cual procede de una rama secundaria de los Capetos que gobernaba en el ducado de Borgoña. Las dinastías regias castellana y portuguesa descendían de dos primos, Alfonso VII de León y Alfonso I de Portugal, que pertenecían respectivamente, a los linajes del condado de Borgoña y del ducado de Borgoña.
La dinastía gobernó en Castilla hasta la muerte de Pedro I de Castilla en 1369, a manos de su hermano y sucesor Enrique II de Castilla, de la nueva dinastía de Trastámara, rama secundaria de la dinastía de Borgoña.
La dinastía se prolongó en la descendencia de Pedro I hasta principios del siglo XVIII.
En la rama portuguesa, que descendía de esta por línea femenina debido a varios enlaces, esta dínastía permaneció en el poder hasta Fernando I de Portugal, último de su linaje que fue sucedido por Juan, maestre de Avis tras la batalla de Aljubarrota.

## Genealogía

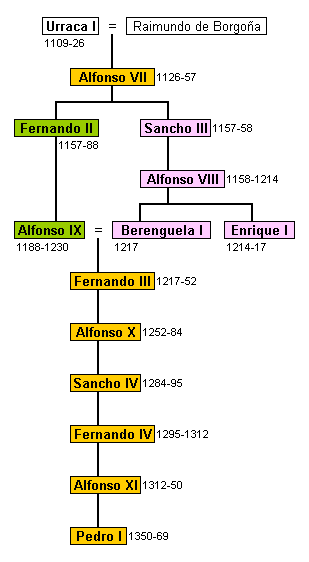
Genealogía de los reyes de Castilla y de León de la casa de Borgoña: los reyes de León (en verde), los de Castilla solamente (en rosa) y los reyes de León y Castilla (en amarillo).